# Le Dernier des salauds
Pour plus de détails, voir Fiche technique et Distribution.
Le Dernier des salauds (Il pistolero dell'Ave Maria - Tierra de gigantes) est un western spaghetti italo-espagnol réalisé par Ferdinando Baldi en 1969

## Synopsis
Poursuivi par une meute de tueurs, Rafaël leur échappe et se réfugie dans une cabane où il est recueilli par Sébastien : sans le vouloir, il vient alors de retrouver au bout de quinze ans son ami d'enfance. Rafaël a aussi été l'amoureux malheureux d'Isabel, la sœur de Sébastian. On apprend alors que quand le général Juan Carrasco est revenu victorieux dans son hacienda, son épouse Anna l'avait fait tuer par son amant Tomas et que toutes les personnes présentes avaient été tuées. Les enfants s'en sont réchappés, mais Rafaël a été émasculé, tandis que Sébastian s'est échappé avec "la sorcière" (en fait la gouvernante). Quant à Isabel, Anna et Tomas l'ont mariée à un commerçant afin de la garder sous contrôle. Sébastian décide donc de venger son père avec l'aide de Rafaël…

## Fiche technique
- Titre français : Le Dernier des salauds (titre pour la sortie en salle)
- Titre italien : Il pistolero dell'Ave Maria
- Titre espagnol : Tierra de gigantes[1]
- Autre titre français : Les pistoleros de l'Ave Maria (titre DVD)
- Réalisateur : Ferdinando Baldi
- Directeur de la photographie : Mario Montuori
- Musique : Roberto Pregadio
- Sociétés de production : Izaro Films, B.R.C. Produzione Films[1]
- Durée : Italie : 88 min / Espagne : 83 min
- Pays de production :  Espagne,  Italie
- Langue : italien
- Format d'image : Couleur ; 2.35 : 1
- Son : Mono
- Date de sortie : 1969

## Distribution
- Leonard Mann (VF : Roland Giraud) : Sebastian Serena/Carrasco
- Luciana Paluzzi (VF : Catherine Dagand) : Anna Carrasco
- Alberto de Mendoza (VF : Gabriel Cattand) : Tomas
- Pilar Velázquez (VF : Martine Sarcey) : Isabella (Isabelle en VF) Carrasco
- Pietro Martellanza (VF : Denis Savignat) : Rafael Garcia (sous le pseudo de Peter Martell)
- Piero Lulli (VF : Georges Atlas) : Francisco
- Luciano Rossi (VF : Claude Mercutio) : Juanito, l'époux d'Isabel
- José Suárez (VF : Henri Poirier) : le général Juan Carrasco
- Barbara Nelli (VF : Claude Chantal) : Conchita
- Mirella Pamphili (VF : Lily Baron): Inez
- Franco Pesce (en) : Panchito
- Silvana Bacci (VF : Jane Val) : Maria Rosario Serena, la gouvernante de Sebastian et d'Isabel dite "la sorcière"
- Enzo Fiermonte (VF : Michel Gatineau) : le moine
- Francesco Gula (VF : Jean-Henri Chambois) : un vieillard
- José Manuel Martín (VF : Pierre Garin) : Miguel

## Autour du film
- Le film peut être vu comme une adaptation très libre de l'Orestie d'Eschyle.
- Le film a été tourné à Almería en Andalousie et aux alentours de Rome.